# Tonino Micheluzzi
Tonino Micheluzzi (Osimo, 7 de septiembre de 1923 - 15 de junio de 1991) fue un actor teatral, cinematográfico y televisivo, además de dramaturgo de nacionalidad italiana.

## Biografía
Nacido en Osimo, Italia, fue uno de los últimos herederos de la gran tradición del teatro veneciano. Empezó a actuar en 1940 en la compañía teatral de sus padres, Carlo Micheluzzi y Margherita Seglin, en la que permaneció hasta 1957. En esa época las compañías tenían un importante papel en la vida teatral, manteniendo vivo, no solo el nombre de Carlo Goldoni, sino también el de otros numerosos autores, entre ellos Giacinto Gallina y Riccardo Selvatico. 
Siguiendo la tradición según la cual numerosos directores artísticos también escribían teatro, Micheluzzi compuso con poco más de treinta años de edad sus primeras obras, Si salvi chi può (1954) y Buongiorno, allegria! (1955), prosiguiendo su actividad como autor teatral hasta finales de los años 1980. Llevó a cabo la transcripción en dialecto veneciano y en prosa de un texto goldoniano menor, La pupilla (1970), una recopilación de escritos de Goldoni, La barca dei comici, y otros textos que representó con su compañía (Chi che no ga palchi e scagni torna indrio, Fasso tuto mi y Niobe).

## La comedia musical
Tras dejar la compañía de sus padres, durante casi una década se dedicó al teatro ligero, dividiendo su tiempo entre la revista (con Gino Bramieri y Marisa Del Frate), la comedia musical y la opereta. 
A partir de finales de los años 1960 emprendió un primer intento para revitalizar el repertorio veneciano. Esta actividad se consolidó en 1970 gracias a la experiencia del Secondo Teatro de la Universidad de Padua dirigido por Costantino De Luca, y durante varios años pudieron representarse obras como La pupilla y Nina non far la stupida.

## Teatro piamontés
Mediada la década de 1970, Micheluzzi se mudó a Turín, donde actuó junto a Carlo Campanini, Franco Barbero y otros actores en una serie de producciones en dialecto piamontés. Al mismo tiempo inició también sus actuaciones para la televisión, con frecuentes participaciones en programas de variedades del sábado (Tante scuse, Di nuovo tante scuse, Noi... no!) presentados por Raimondo Vianello y Sandra Mondaini. Además, junto a su esposa Nadia, fue uno de los intérpretes de la primera temporada de la sitcom Casa Vianello.
Más adelante, y como consecuencia de haber sido encargado de impartir clases en la Escuela Regional de Teatro de Padua y por su continuo compromiso con el teatro en dialecto veneciano, Micheluzzi volvió nuevamente a Venecia. Entre 1983 y 1984, junto a Virgilio Zernitz y Mario Valdemarin repuso dos obras de Gino Rocca, L'imbriago de sesto y La scorzeta de limon. 
Al mismo tiempo trabajó con Nuovo Sipario, compañía del Teatro Universitario de Santa Marta. Con este grupo escenificó Il minuetto, de Attilio Sarfatti, y el texto goldoniano La barca dei comici. Posteriormente dirigió el "Teatro di Venezia" con el cual, junto a su mujer, representó Chi che no ga palchi e scagni torna indrio, El moroso de la nona (de Gallina), La pupilla y Quel sì famoso, de Enzo Duse.

## Cine y televisión
Micheluzzi trabajó también para el cine y la televisión, actuando en Rosalba (1944), La ballata dei mariti (1963), Obiettivo ragazze (1963), Sbirulino (1982) y, como voz en off con el papel de Bonifacio B. en el largometraje de debut del director Tinto Brass, Chi lavora è perduto (In capo al mondo) (1963).
Originalmente fue seleccionado por el director Luigi Comencini para el papel del tímido policía en Pan, amor y fantasía, que después interpretó Roberto Risso, y al que renunció para dedicarse a la actividad teatral. 
En televisión en 1958 fue uno de los intérpretes de uno de los primeros programas de ficción dedicados a los niños, Il teatro dei ragazzi.
Tonino Micheluzzi falleció en 15 de junio de 1991, a causa de un ataque cardiaco en Venecia, Italia.

## Filmografía
- 1944, Rosalba, de Ferruccio Cerio y Max Calandri
- 1961,  Obiettivo ragazze, de Mario Mattoli
- 1963, La ballata dei mariti
- 1982, Sbirulino, de Flavio Mogherini
- 1983, Piccolo mondo antico